# Eberhard I Wirtemberski
Eberhard I Wirtemberski, Eberhard I Dostojny (ur. 13 marca 1265 w Stuttgarcie  – zm. 5 czerwca 1325) – hrabia Wirtembergii.
Syn Ulryka I Wirtemberskiego i Agnieszki księżniczki śląskiej. Jego dziadkami byli: Hartmann I Wirtemberski i Irmingard Ulten oraz książę śląski Bolesław II Rogatka i księżniczka Anhalt Jadwiga. Urodził się jako pogrobowiec miesiąc po śmierci ojca. Eberhard był trzykrotnie żonaty. Obecnie nie znamy imienia jego pierwszej żony, wiadomo jedynie że para miała dwójkę dzieci:
- Ulryka (1285-1315)
- Agnes (1300-1315) - hrabina Werdenberg

Drugą żoną Eberharda I była Małgorzata Lotaryńska, córka Fryderyka III Lotaryńskiego, z którą miał syna:
- Ulryka (1286/1291-1344) - hrabiego Wirtembergii

Trzecią żoną była Ermengarda, córka margrabiego Badenii Rudolfa I, która dała mu trzy córki:
- Adelajda Matylda (1295/1300 - 13 września 1342) - hrabina Hohenlohe
- Agnes (1300 - 1349)
- Irmengard (1300 - 1329) - hrabina Hohenberg

Eberhard prowadził politykę uspokojenia walk toczących się w księstwie Szwabii. Po wojnach starał się utrzymać swój wcześniejszy stan posiadania.